# محمداسماعیل شوشتری
محمداسماعیل شوشتری (۱۳۲۸ – ١ آذر ١۴٠٣) سیاستمدار و قاضی ایرانی  بود که به مدت ۱۶ سال مسئولیت وزارت دادگستری را برعهده داشت و از این حیث با سابقه‌ترین وزیر دادگستری بعد از انقلاب اسلامی به شمار می‌رفت. وی برادر کوچکتر عبدالقائم شوشتری بود.

## زندگی‌نامه
محمداسماعیل شوشتری در سال ۱۳۲۸ در قوچان و خانواده‌ای روحانی متولد شد. پس از گذراندن تحصیلات ابتدایی و اول دبیرستان، از سال ۱۳۴۲ در حوزه‌های علمیه مشهد، نجف و قم به تحصیل پرداخت و ۱۰ سال نیز در درس خارج فقه و اصول شرکت کرد. 
پس از انقلاب اسلامی با دادسرای انقلاب اسلامی مرکز همکاری نزدیک داشت و چندی نیز امام جمعه شهر شیروان بود. وی در ادوار اول و دوم، به نمایندگی مجلس شورای اسلامی انتخاب شد و در این مدت، عضو هیات‌رئیسه مجلس، عضو کمیسیون قضایی و
حقوقی مجلس، عضو کمیسیون تحقیق و کمیسیون خاص تعاونی مجلس بود. او همچنین نماینده قوه مقننه در قانون احزاب و انجمن‌های اسلامی، نایب‌رئیس هیات تجدیدنظر رسیدگی به تخلفات اداری مجلس و عضو
کمیسیون نظارت بر حسن اجرای صحیح قوانین قوه قضائیه بود. شوشتری سپس رئیس سازمان زندان‌ها و اقدامات تامینی و تربیتی کشور شد. 

### وزارت دادگستری
وی در سال ۱۳۶۸ به عنوان وزیر دادگستری انتخاب شد و به مدت ۱۶ سال در دولت‌های هاشمی رفسنجانی و خاتمی عهده‌دار این منصب بود.
شوشتری تنها وزیر دادگستری ایران است که رئیس قوه قضائیه (در زمان تصدی محمد یزدی) در اجرای قسمت اخیر اصل ۱۶۰ قانون اساسی، اختیارات تام مالی و اداری و نیز اختیارات استخدامی غیر قضات را به وی تفویض کرد.
براساس این قسمت از اصل ۱۶۰ که در بازنگری قانون اساسی در سال ۱۳۶۸ به قانون اساسی افزوده شد، رئیس قوه قضائیه می‌تواند اختیارات تام مالی و اداری و نیز اختیارات استخدامی غیر قضات را به وزیر دادگستری تفویض کند. در این صورت وزیر دادگستری دارای همان اختیارات و وظایفی خواهد بود که در قوانین برای وزرا به‌عنوان‌ عالی‌ترین مقام اجرایی پیش‌بینی می‌شود. گرچه قبل از اصلاحات مذکور در قانون اساسی نیز به برخی از وزرای دادگستری این اختیارات از طرق دیگر تفویض شده بود.
او در مدت حضورش در دولت سید محمد خاتمی، عضو هیئت پیگیری و نظارت بر اجرای قانون اساسی نیز بود. رئیس‌جمهوری وقت همچنین وی را به‌عنوان عضو هیئت ویژه رسیدگی به موضوع فوت زهرا کاظمی منصوب کرد.

### سال‌های پس از وزارت
محمداسماعیل شوشتری پس از پایان دوره وزارتش، با حکم هاشمی شاهرودی به‌عنوان مشاور رئیس قوه قضائیه منصوب شد. با انتخاب حسن روحانی به‌عنوان رئیس‌جمهور در سال ۱۳۹۲، وی شوشتری را به ریاست دفتر بازرسی ویژه رئیس‌جمهور منصوب کرد که این مسئولیت تا سال ۱۳۹۵ ادامه داشت.

## سوابق
محمد اسماعیل شوشتری در سمت های مختلف سیاسی و قضایی مسئولیت داشت. برخی از این مناصب عبارتند از:
1. نماینده دوره اول مجلس شورای اسلامی
2. نماینده دوره دوم مجلس شورای اسلامی
3. عضو هیات رئیسه مجلس شورای اسلامی
4. عضو کمیسیون امور قضایی حقوقی مجلس شورای اسلامی
5. عضو کمیسیون تحقیق و کمیسیون خاص تعاونی مجلس شورای اسلامی
6. نماینده قوه مقننه در کمیسیون قانون احزاب وانجمن های اسلامی
7. نایب رئیس هیات تجدید نظر رسیدگی به تخلفات اداری مجلس
8. عضو کمیسیون نظارت بر حسن اجرای صحیح قوانین قوه قضائیه
9. رئیس سازمان زندان ها و اقدامات تامینی و تربیتی کشور
10. وزیر دادگستری در دولت پنجم
11. وزیر دادگستری در دولت ششم
12. وزیر دادگستری در دولت هفتم
13. وزیر دادگستری در دولت هشتم
14. عضو شورای عالی قضایی
15. قاضی دیوان عالی کشور
16. رئیس دفتر بازرسی ویژه رئیس‌جمهور[۱۷][۱۸][۱۹][۲۰][۲۱]
17. قاضی تجدید نظر دادگاه ویژه روحانیت